# Lamb
Lamb — англійський електронний дует з Манчестера, на музику якого вплинули трип-хоп, драм-енд-бейс та джаз. Дует складається з продюсера Енді Барлоу та співачки та авторки пісень Лу Роудс. Гурт досяг комерційного успіху з хітами «Górecki» та «Gabriel».

## Біографія
У 1995 році Барлоу і Роудс підписали контракт на шість альбомів із Mercury Records — на той момент гурт представив три пісні. Вони випустили перший, однойменний альбом Lamb у вересні 1996 року, а потім ще три альбоми та низку синглів протягом наступних восьми років, підсумувавши випуском альбому найкращих хітів Best Kept Secrets у червні 2004 року. Також у 2004 році гурт відіграв гастрольний тур. Lamb оголосили, що їхній останній живий виступ відбудеться на Paradiso в Амстердамі у вересні 2004 року, обидва члени дуети стали сольними виконавцями. Роудс зробила невелику паузу в музиці, проте вже у 2006 році випустила перший сольний альбом.
Попри те, що вони почали свою діяльність у Манчестері, Lamb частіше асоціюють з бристольським трип-хоп саундом, популярним у 1990-х роках. Крім трип-хопу, їхній музичний стиль визначається особливою сумішшю джазу, дабу, брейкбіту, індастріала та драм-н-бейсу з сильним вокальним елементом і, особливо в пізніх творах, деякими акустичними впливами. Найбільшої популярності гурт досягнув у Великій Британії, а також у Португалії.
На сьогодні найвідомішим треком Lamb є "Górecki" з їхнього однойменного дебютного альбому. Пісня натхненна Третьою симфонією Генрика Гурецького, Симфонією скорботних пісень. Частина лірики «Górecki» використана Базом Лурманном для деяких рядків Сатін у Мулен Руж!. Пісня використана в рекламі Guinness і в рекламі відеоігри Tomb Raider: Underworld. Вона також представлена у саундтреку до фільму 1998 року «Я все ще знаю, що ти зробив минулого літа». Lamb написали музику для Fall & Rise of the Fools Ark 2004 року — анімаційного роуд-фільму голландського дуету Дадара та Джессі.

### Возз'єднання
Під час перерви в гурті обидва учасники працювали над різноманітними сольними проєктами. У 2006 році Роудс випустила дебютний сольний альбом, номінований на Mercury, Beloved One на власному лейблі Infinite Bloom. За цим послідували Bloom у 2008 році та One Good Thing у 2010 році.
Барлоу працював над проєктами «Hoof» (разом з Оддуром Рунассоном, серед інших, який також з'явився в сольному дебюті Родс) і «Luna Seeds» з вокалісткою та автором пісень Керрі Три. Він також спродюсував альбом співака Fink Distance and Time. У 2011 році Барлоу випустив перший сольний альбом під псевдонімом LOWB Leap and the Net will Appear, в обмеженій кількості на власному лейблі Ear Parcel Recordings.
У лютому 2009 року організатори музичного фестивалю The Big Chill оголосили, що Lamb переформувалися, щоб виступити на заході в серпні 2009 року. Згодом гурт оголосив про ще два виступи: на Cactus Festival і Beautiful Days Festival, а також виступив на фестивалі Гластонбері і на фестивалях у Порту та Празі, серед інших. Тоді не було оголошено, чи група випустить новий матеріал, чи фестивальний тур буде одноразовим.
Пізніше, у 2009 році, гурт оголосив дати концертів на 2010 рік. Під час одного з цих виступів, 3 січня 2010 року в The Tivoli в Брисбені, Австралія (32-й концерт із запланованих на початку 7), Енді Барлоу заявив, що це буде їхній «останній концерт, але хто знає». Пізніше Барлоу написав на фан-сторінці Lamb у Facebook 7 січня: «У мене є сильне відчуття, що буде більше шоу Lamb. Здається, він ще не досяг свого фіналу».
У грудні 2010 року гурт надіслав шанувальникам ще одне електронне повідомлення, оголошуючи про запис п'ятого альбому під назвою 5. Підбірку пісень з альбому було попередньо продемонстровано на музичному фестивалі Playground Weekender поблизу Сіднея 20 лютого 2011 року. Видання альбому, пронумерованого вручну й обмеженим тиражем у 2800 копій, можна було попередньо замовити на вебсайті Lamb, відправлено шанувальникам у травні 2011 року, після чого стандартне видання було комерційно випущено 9 червня у Великій Британії. Інші європейські країни побачили дещо пізніше дати випуску. 5 вийшов на лейблі Strata Music.
У 2011 році група також випустила перший концертний альбом Live at Koko (Strata Music), а також DVD Lamb Live at the Paradiso (Strata Music), записаний в Амстердамі у вересні 2004 року.
Гурт розпочав європейське турне з метою просування нового альбому 19 травня в Києві, а також відіграв наступні концерти та фестивалі протягом 2011 року, включаючи виступ у престижному лондонському Somerset House. У січні 2012 року гурт розпочав новий європейський тур, який завершився в Парижі 18 лютого.
10 березня 2014 року дебютний альбом Lamb Lamb був перевипущений на вінілі з трьома бонусними реміксами. Пізніше у 2014 році альбом What Sound перевиданий на вінілі з реміксами.
Наступний альбом гурту Backspace Unwind випущений 13 жовтня 2014 року (Strata/Butler Records) у чотирьох форматах. Перший сингл «We Fall in Love», випущений 6 жовтня 2014 року, був анонсований Q Magazine 8 вересня. Сингл також отримав нагороду за найкращий Chillout/Lounge Track на International Dance Music Awards 2015.
На вебсайті гурту та в соціальних мережах були опубліковані попередні перегляди інших пісень з альбому, включно з живим демо «As Satellites Go By». Група випустила обмежений тираж 10-дюймового червоного вінілу з двома треками, які раніше не випускалися на вінілі.
Lamb здійснили тур по Великій Британії, Європі та Австралії/Новій Зеландії з жовтня 2014 по 2015 роки.
Наприкінці 2017 року гурт здійснив європейське турне, щоб відзначити 21-ту річницю випуску першого альбому під назвою «Twenty-One», яке включало концерт з подвійним сетом у Манчестерському соборі, повністю записаний наживо. Усі, хто був на концерті в Манчестері, отримали безплатну копію альбому з подвійним компакт-диском та з автографами обох учасників гурту, на якому не було жодних ідентифікаційних даних або інформації про вміст, крім логотипа гурту. Тур завершився додатковим виступом в історичному Funkhaus в Берліні.
Сьомий студійний альбом гурту, The Secret of Letting Go, був написаний і записаний протягом року, у їхній домашній студії в Англії Саут-Даунс, а також в Індії та на Ібіці. Заголовна композиція «The Secret of Letting Go» є настільки ж експериментальною, як і попередні альбоми.

## Сольні проєкти
Поряд з гастролями Роудс і Барлоу продовжували працювати над сольними проєктами.
Роудс випустила чотири сольні альбоми: номінований на Mercury Beloved One (2006), Bloom (2007), One Good Thing (2010) і theyesandeye у 2016 році.
У 2013 році дебютний сольний альбом Барлоу під псевдонімом LOWB, Leap and the Net Will Appear був перевипущений на новому лейблі Distiller Records з додатковими треками та новими обкладинками. У травні 2013 року LOWB виступив у прямому ефірі на BBC Radio 2 на шоу Dermot O'Leary і відіграв живий концерт на The Great Escape Festival у Брайтоні. Енді також продовжував працювати продюсером, продюсуючи та написавши у співавторстві Dismantle and Rebuild дебютний альбом бристольської групи The Ramona Flowers. Спродюсував та змікшував альбом Девіда Грея Mutineers (випущений у червні 2014 року), написавши ряд треків у співавторстві.
Роудс також написала і випустила дитячу книжку з малюнками The Phlunk (2012 Strata Books), ілюстровану Торі Елліоттом. 27 квітня 2014 року в магазині гурту надійшли в продаж підписані, випущені обмеженим тиражем, попередні копії наступної The Phlunk's Worldwide Symphony (офіційна дата публікації 22 травня 2014 року).

## Учасники гурту

### Поточні учасники
- Енді Барлоу — продюсування, написання пісень, клавішні, програмування, перкусія, бас, вертушки (1996—2004, 2009 — дотепер)
- Лу Роудс — вокал, гітара, бас, написання пісень, програмування (1996—2004, 2009 — дотепер)

### Поточні гастролюючі учасники
- Джон Торн — електричний/акустичний бас (1996—2004, 2009 — дотепер)
- Ніколай Б'єрре — ударні (1996—2004, 2009-дотепер)
- Quinta — скрипка, альт (2017 — теперішній час)
- Денні Лонер — акустична/електрична гітара, ефекти, семпли (2009 — дотепер)
- Кевін Дейві — труба, флюгельгорн, кишенькова труба (1996—2000, 2004, 2017 — дотепер)

### Колишні гастрольні учасники
- Одур Рунарссон — акустична/електрична гітара (1996—2004)
- Полін Кірке — віолончель (2004)
- Ліз Лью — скрипка (2004)
- Сара Лью — скрипка (2004)

## Дискографія

### Студійні альбоми
- Lamb (1996)
- Fear of Fours (1999)
- What Sound (2001)
- Between Darkness and Wonder (2003)
- 5 (2011)
- Backspace Unwind (2014)
- The Secret of Letting Go (2019)

### Збірки
- Best Kept Secrets: The Best of Lamb 1996—2004 (2004)
- Lamb Remixed (2005)

### Живі альбоми
- Live at Koko (2011)
- Live at the Paradiso (2004) (2012)
- Live at Manchester Cathedral (2017)